# 遼乾陵
乾陵是中国辽景宗耶律贤及其皇后萧绰的合葬陵园，位于辽宁省北镇市新立村骆驼山，地面建筑已毁，封土无存。其陵墓内涵待考。